# .ba
A .ba Bosznia-Hercegovina internetes legfelső szintű tartomány kódja 1996-tól.
A következő második szintű tartománynevek használata engedélyezett:
- .org.ba: nonprofit szervezetek számára
- .net.ba: telekommunikációs szolgáltatóknak
- .edu.ba: oktatási intézmények számára
- .gov.ba: kormányzati és önkormányzati szerveknek
- .mil.ba: katonai célra
- .unsa.ba: Szarajevói Egyetem
- .unb.ba: Bihaći Egyetem
- .co.ba a szarajevói Sayber által kiadott domainnevek
- .com.ba a BIHnet által kiadott domainnevek
- .rs.ba a SARnet Centar (Academic and Research Center of Republika Srpska) által kezelt domainnevek. Minden szerbiai és Bosznia és Hercegovina-i illetőségű személy vagy szervezet ingyenesen igényelheti.